# 埃拉 (赫尔辛基)

埃拉区在赫尔辛基地图上的位置

埃拉（芬蘭語：Eira）是芬兰首都赫尔辛基南部的市区。面积为0.19平方公里，居民数量约为1000人。埃拉区是有名的别墅市区。
与周边市区不同的是，埃拉区里的街道通常狭窄且弯曲，房屋通常也不是建在路边，而是建在地皮的中间。

## 历史
1800年代末，埃拉区还是没有被开发的地区。当时觉得作为住宅区的话离市中心较远，所以当时的规划是在此建为工业区。但这个规划没有实现，留下来的痕迹是现在还名为“工厂街”（Tehtaankatu）的街道。1908年通过的规划方案确定了此区域为住宅区。埃拉区的大部分房屋为德式青年风格、最多为三层的公寓房。这些房屋大多是在规划确定后的几年后就建起来了。

## 图集

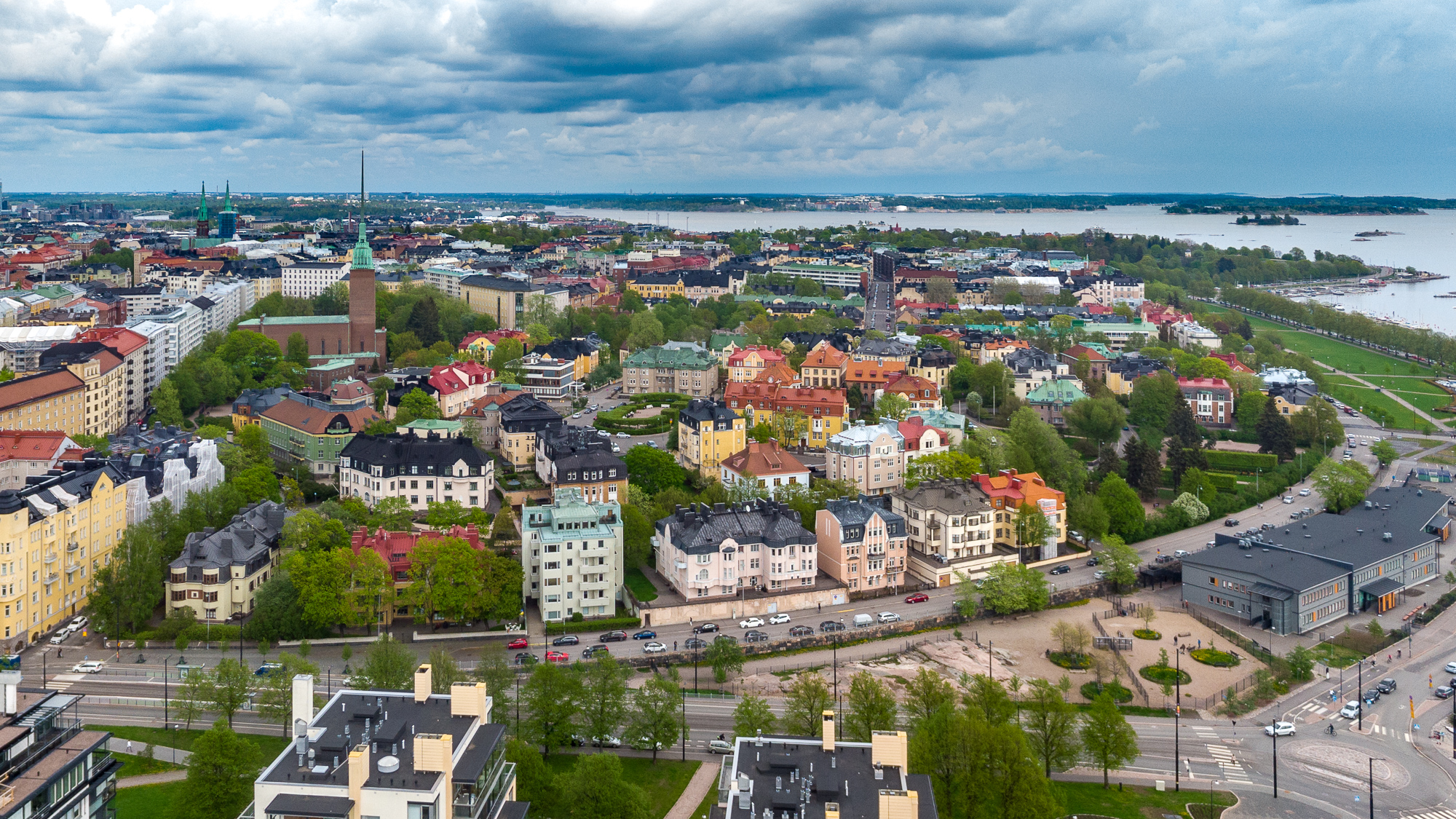
埃拉区远眺
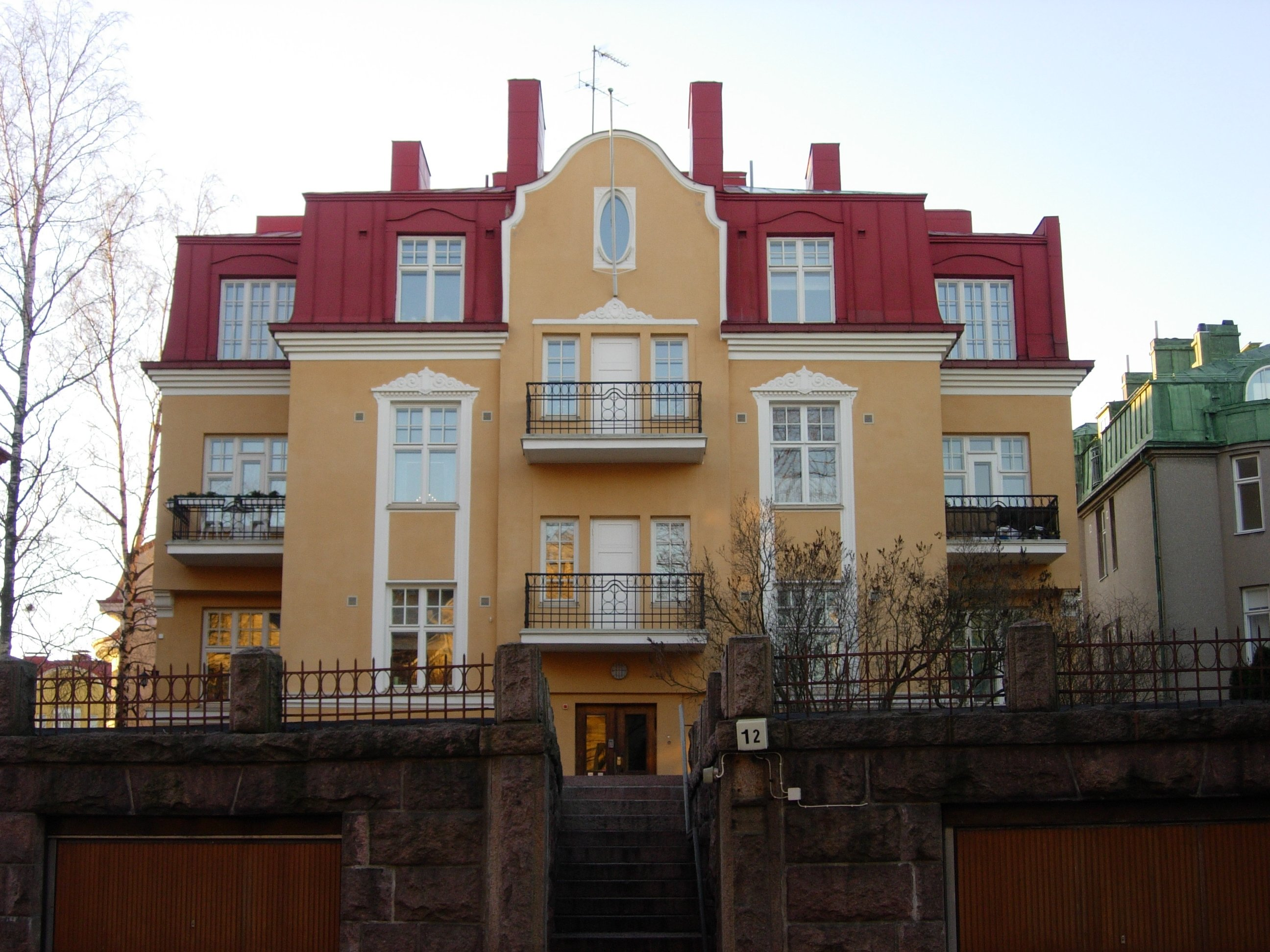
市区内的房屋
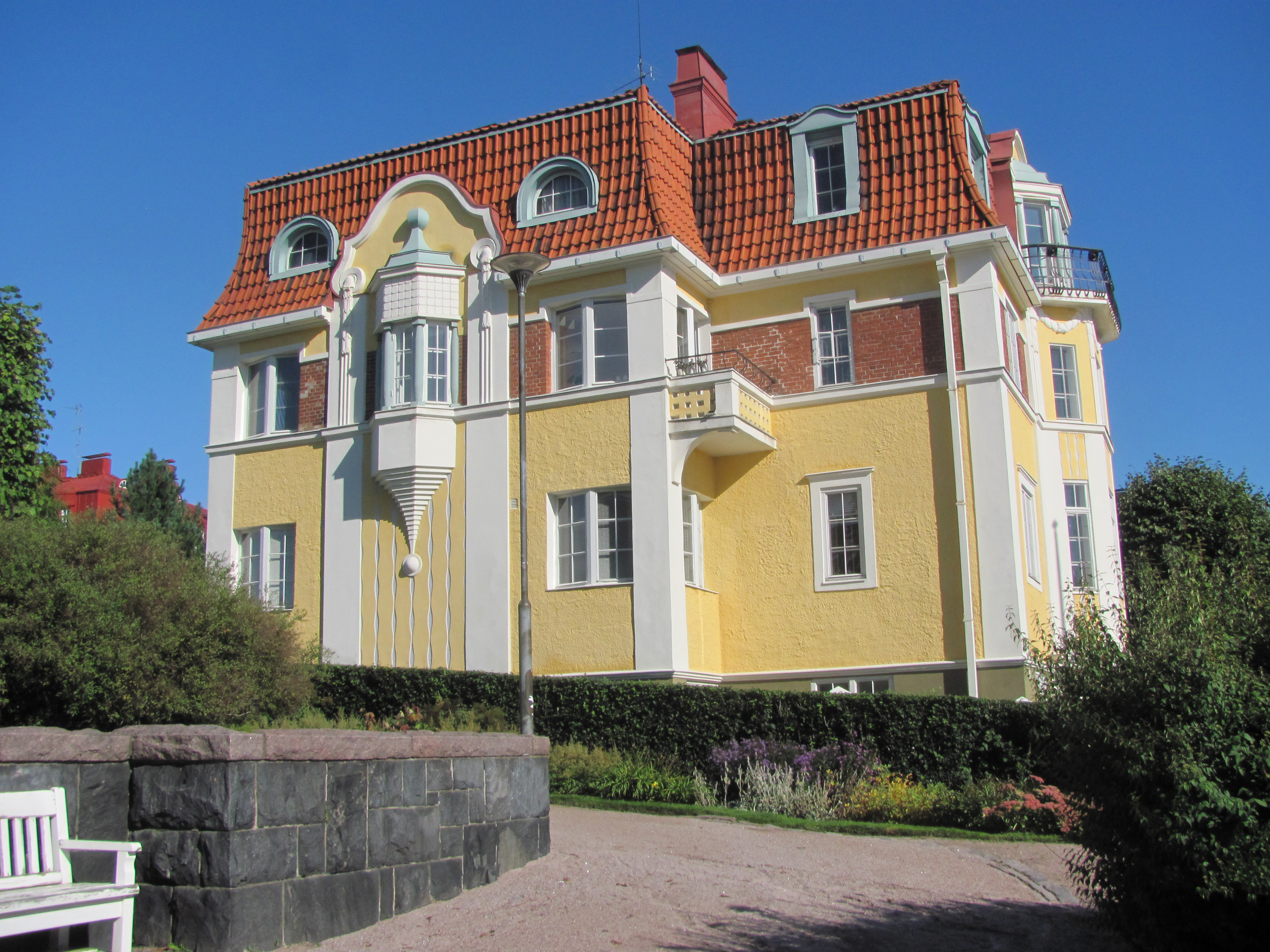
市区内的房屋
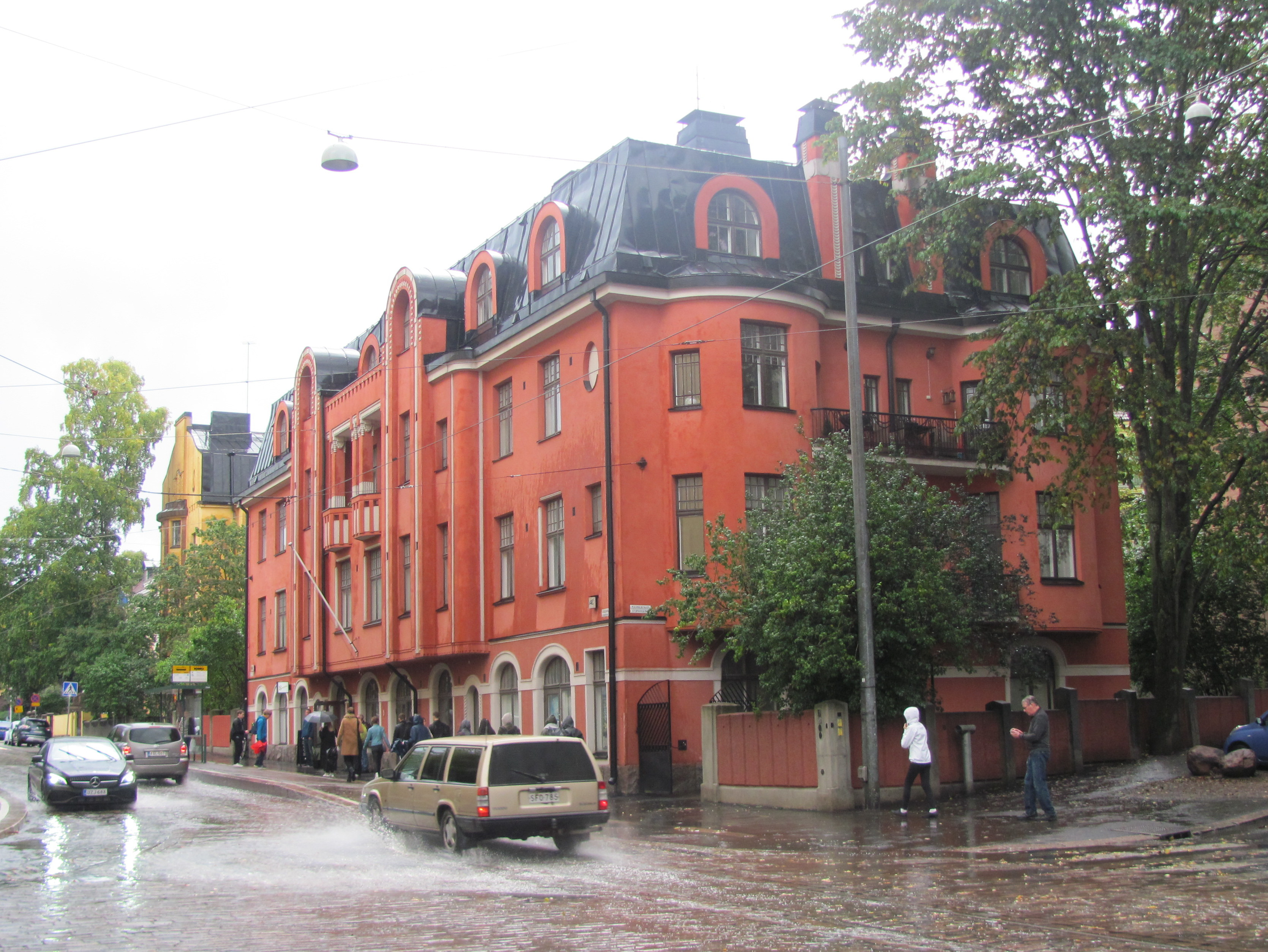
市区内的房屋
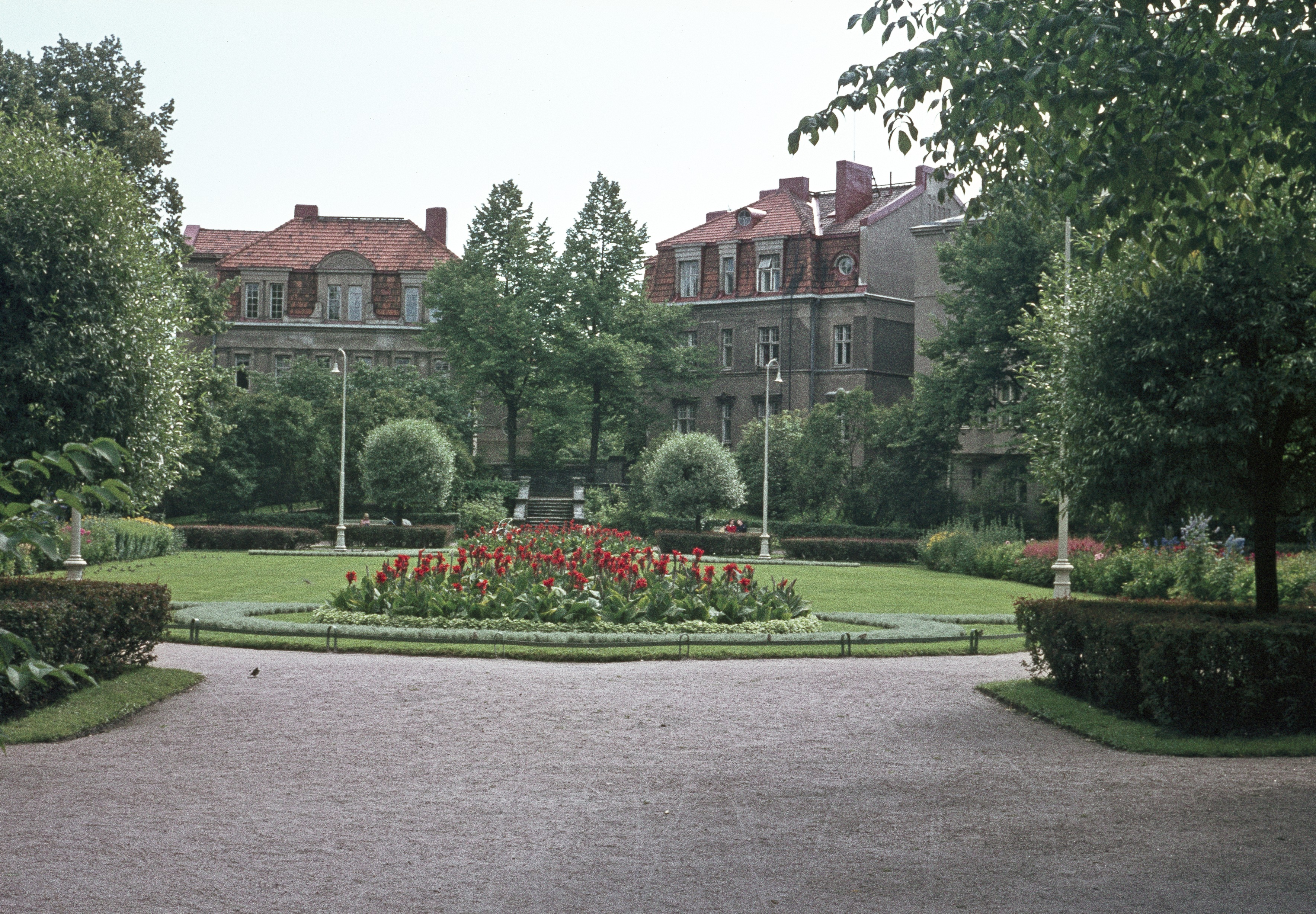
埃拉公园